# José Miguel del Solar Marín

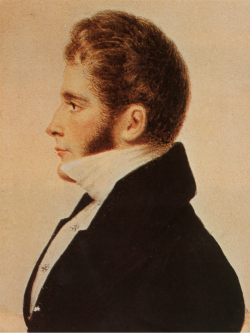
José Miguel del Solar Marín.

José Miguel del Solar Marín (La Serena, 14 de junio de 1789 - Santiago, 5 de septiembre de 1847) Clérigo ilustrado y patriota chileno.
Hijo de Bernardo del Solar y de Josefa Marín Esquivel, hermana de Gaspar Marín.
Estudió en la Real Universidad de San Felipe. 
Fue ordenado sacerdote en 1811. El año anterior se asoció al movimiento revolucionario de la Independencia. Fue diputado por Andacollo (1823); presidente provisional de la Asamblea provincial de Coquimbo (1825-1826) y diputado por La Serena (1825; 1827; 1828 y 1829). 
Ministro del Interior y de Relaciones Exteriores del presidente Francisco Antonio Pinto, pero rehusó el cargo por modestia. En 1829 es candidato a la presidencia, logrando 6 de 406 votos, correspondientes al 1,4%, quedando noveno y último lugar de los candidatos, representando a los pipiolos, que en total sumaron 15 puntos. 
Fue nombrado Consejero de Estado y Senador de la República (1837-1846). Presidió el Senado en 1837 y fue su vicepresidente en 1844. Fue miembro de la Facultad de Teología y Ciencias Sagradas de la Universidad de Chile.